# Niels Ryberg Finsen
Niels Ryberg Finsen, danski zdravnik, * 15. december, 1860, Tórshavn, Ferski otoki, † 24. september, 1904, København, Danska.

## Mladost
Finsen, po rodu islandec, se je v začetku šolal v Reykjavík, nato pa odpotoval na Dansko, kjer naj bi dosegel svoj poklic. Leta 1882 je začel študirati medicino na Univerzi v Københavnu in jo je končal leta 1890. Še istega leta je postal tudi obducent anatomije na Univerzi v Københavnu, delovno mesto pa je leta 1893 zapustil, da bi lahko posvetil več časa svojemu raziskovanju.
Še kot študenta ga je zanimal vpliv svetlobe na bolezen: sam je trpel zaradi kroničnega obolenja, ki se je po njegovem izboljšalo pod vplivom sončnih žarkov.

## Raziskovanje vpliva svetlobe na kožne bolezni
Leta 1893 je zbudil precejšno pozornost, ko je trdil, da rdeča svetloba omili posledice koz oz noric. S tem, da je obesil rdeče zavese na okna bolniške sobe, je spustil v sobo dolge toplotne valove in zaprl pot kratkim ultavijoličnim valovom.
Leta 1896 je ustanovil Inštitut za svetlobo v Københavnu, ki so ga najprej financirali zasebniki, nato pa danska vlada. Na inštitutu je preučeval »kemične valove« in opazil, da kratkovalovna svetloba, sončna ali iz močne električne žarnice, lahko ubije bakterije v kulturah in na koži. Povrh vsega je dokazal, da je to zaradi svetlobe same in ne zaradi njenih toplotnih učinkov.
Zlasti se mu je posrečilo pozdraviti lupus vulgaris, kožno bolezen, ki jo povzroča bacil tuberkoloze. Obseval ga je z močnimi kratkovalovnimi žarki. V ta namen je izdelal veliko in močno polkrožno žarnico, imenovano Finsenova svetilka.
Nekatere Finsenove ugotovitve pri raziskovanju svetlobe so bile nekoliko dvomljive in jih od takrat niso več uporabljali, posebno zdravjenja koz z rdečo svetlobo. Odkritje učinkov modre in vijolične svetlobe ter predvsem ultravijoličnih (UV) žarkov na bakterije pa je bilo dragoceno. Postavilo je temelj terapiji s še bolj energetskimi žarki X in gama, ki sta jih odkrila Wilhelm Conrad Röntgen, nemški fizik in Henri Becquerel, francoski fizik, prav takrat, ko je Finsen preizkušal svoje kemične žarke.
Finsenov prispevek k znanosti je bil poplačan leta 1903 z Nobelovo nagrado za fiziologijo ali medicino. Polovico denarja je poklonil svojemu inštitutu.
Zaradi občutljivega in vedno slabšega zdravja je Finsen še mlad naslednje leto umrl v starosti 43 let.